# Agrippa d'Aubigné
brasão
placa comemorativa
Vista da sepultura.
Théodore Agrippa d'Aubigné (8 de fevereiro de 1552 – 29 de abril de 1630) foi um poeta, soldado e apologeta, de nacionalidade francesa e religião huguenote (protestante). Seu renomado poema épico Les Tragiques (1616) é amplamente considerado como sua obra-prima. Em um livro sobre seu contemporâneo católico Jean de La Ceppède, o poeta inglês Keith Bosley chamou d'Aubigné de "o poeta épico da causa protestante", durante as Guerras Religiosas Francesas. Bosley acrescentou, no entanto, que após a morte de d'Aubigné, ele "foi esquecido até que os românticos redescobriram-no", já no século XIX.

## Trabalhos literários e históricos
- Histoire universelle (1616–1618)
- Les Tragiques (1616)
- Avantures du Baron de Faeneste
- Confession catholique du sieur de Sancy
- Sa vie à ses enfants

### Les Tragiques
Escrito ao longo de cerca de três décadas, este poema épico, escrito em em verso alexandrino, conta com múltiplos gêneros, bem como uma familiaridade estilística com a obra dos poetas opostos católicos da Pléiade, encabeçados por Pierre de Ronsard. Dividido em sete livros, um número simbólico da intenção última e apocalíptica do autor, Tragiques incorpora influência literária de fontes clássicas, como tragédia e sátira, palpável nos três primeiros livros ("Les Misères", "Les Princes" e "La Chambre Dorée" respectivamente), antes de recorrer à influência de gêneros como história eclesiástica, martirológio e apocalipse na criação dos livros restantes: "Les Feux", "Les Fers", "Vengeances" e "Jugement".
No primeiro de dois paratextos liminares, a introdução "Aux Lecteurs", Aubigné endossa o relato (também encontrado em seu autobiográfico Sa Vie à Ses Enfants), de que o início dos Tragiques veio a ele como uma visão extática durante uma experiência de quase morte. No segundo, "L'Auteur à Son Livre", Aubigné adota a metáfora do pai como autor para nomear o texto que segue (Les Tragiques) como um filho mais piedoso do que nas obras menos religiosas de sua juventude, tais como Le Printemps ("A Primavera"). A intenção do épico é posteriormente enunciada como um ataque contra os poetas católicos da Pléiade e seus patronos em meio às guerras religiosas.